# Соединение (телесериал)
«Соединение» (кор. 커넥트; также известный как «Связь») — южнокорейский веб-сериал режиссёра Такаси Миикэ с Чон Хэ Ином, Го Кён Пё и Ким Хе Джун в главных ролях. Сериал, основанный на одноимённом вебтуне, рассказывает загадочную историю о мужчине, которого охотники за органами лишили глаза. Однако он получает связь с человеком, которому пересадили орган. Премьера всех эпизодов состоялась 7 декабря 2022 года на Disney+.

## Сюжет
Ха Дон Су (Чон Хэ Ин), представитель новой человеческой расы Соединение, обладающий бессмертным телом, был похищен организацией по торговле человеческими органами. В середине операции он внезапно просыпается на операционном столе и ему удаётся сбежать, потеряв лишь один глаз. В дальнейшем он узнаёт, что всё ещё временами может видеть своим отсутствующим глазом, который теперь пересажен серийному убийце О Джин Собу (Го Кён Пё), убивающему и превращающему своих жертв в художественные скульптуры. Решив вернуть то, что было украдено, Дон Су преследует убийцу.

## В ролях

### В главных ролях
- Чон Хэ Ин в роли Ха Дон Су[5]

Бессмертный человек новой расы, потерявший один глаз.
- Го Кён Пё в роли О Джин Соба[6]

Серийный убийца, которому пересадили глаз Ха Дон Су.
- Ким Хе Джун в роли Чхве И Ран[7]

Таинственная помощница, знающая секрет Соединения.

### Второстепенные роли

#### Полиция
- Ким Рве Ха в роли детектива Чхве[8]
- Хан Тхэ Хи в роли детектива Ёма[9]

#### Банда торговцев органами
- Чан Гван в роли врача[10]
- Чо Бок Рэ в роли мистера Кима[11]
- Сон Хёк в роли Мин Сука[12]

#### Другие
- Ян Дон Гын в роли музыканта Z[11]
- О Ха Ни в роли Сон Ха Ён[13]

## Производство
В июне 2021 года Studio Dragon объявила, что готовится к созданию новой дорамы под названием «Соединение» с японским режиссёром Такаси Миикэ. Сериал является первой южнокорейской драмой, снятой японским режиссёром.
В январе 2022 года сообщалось, что съёмки веб-сериала продолжаются. В марте съёмки были окончены.

## Релиз
Премьера веб-сериала состоялась 6 октября 2022 года на 27-м Международном кинофестивале в Пусане в разделе «На экране», где были показаны первые три серии.
Все 6 эпизодов были выпущены 7 декабря 2022 года на Disney+.